# Elena Gjeorgjievska
Elena Gjeorgjievska (Makedonsk: Елена Ѓорѓиевска, født 27. marts 1990 i Struga, Makedonien) er en makedonsk kvindelig håndboldspiller, der spiller for Konyaaltı Bld. SK i Tyrkiet og Makedoniens kvindehåndboldlandshold.